# Jardins de Herrenhausen

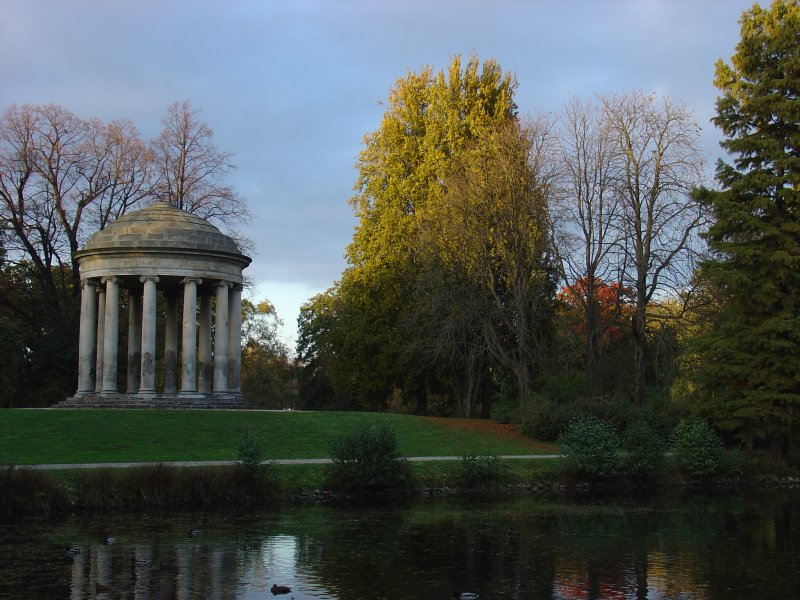
O templo de Leibniz, em Georgengarten.

Os Herrenhäuser Gärten (cuja tradução literal é Jardins das Casas dos Senhores ou Jardins dos Solares Nobiliários), se encontram em Hanôver, capital da Baixa Saxônia (em alemão: Niedersachsen) e é composto pelos seguintes jardins: Großen Garten, o Berggarten assim como os Georgengarten e o Welfengarten.
O Große Garten (Grande Jardim) é um dos jardins barrocos europeus mais conhecidos. Junto a este se encontra o Berggarten (Jardim da montanha), um jardim agradável para o passeio no qual se encontra o jardim botânico com novos atrativos adicionados recentemente tal como a estufa de plantas tropicais, a Casa da Selva, a raíz da celebração da Expo 2000. Além disso se encontram juntos os jardins paisagistas de estilo inglês Georgengarten e o Welfengarten. Os quatro jardins se encontram juntos sem solução de continuidade formando um todo onde a história e a modernidade se juntam no interior da cidade de Hanôver.

## Localização
Para chegar aos Herrenhäuser Gärten
- Tomar o metrô na estação Kröpcke (próxima à estação principal de trens de Hanôver, Hauptbahnhof) com as linhas 4 e 5 em direção a Garbsen ou também a Stöcken.
- Pode se chegar aos jardins Große Garten e Berggarten pela parada Großer Garten.
- Entre Georgengarten e Welfengarten se encontram as paradas Universität, Schneiderberg e Parkhaus

## O Grande Jardim (Großer Garten)

### História

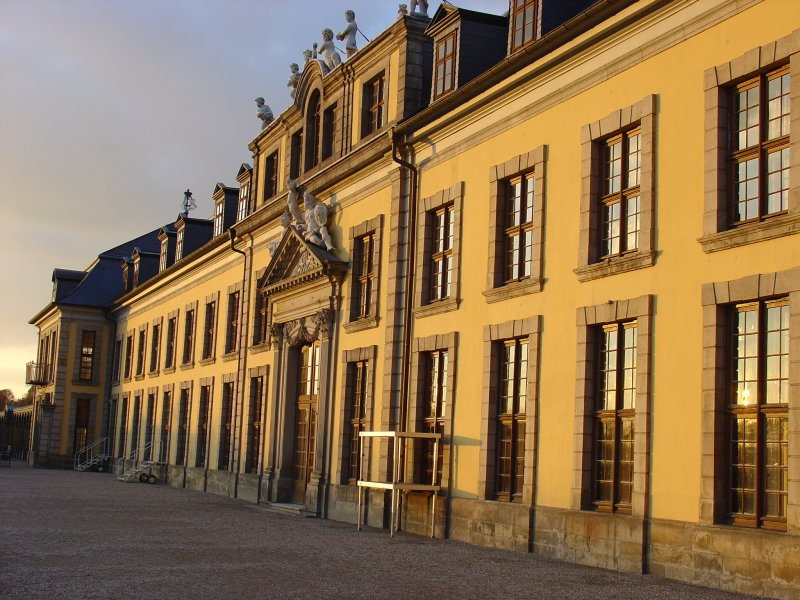
A fachada da Orangerie no Großen Garten.

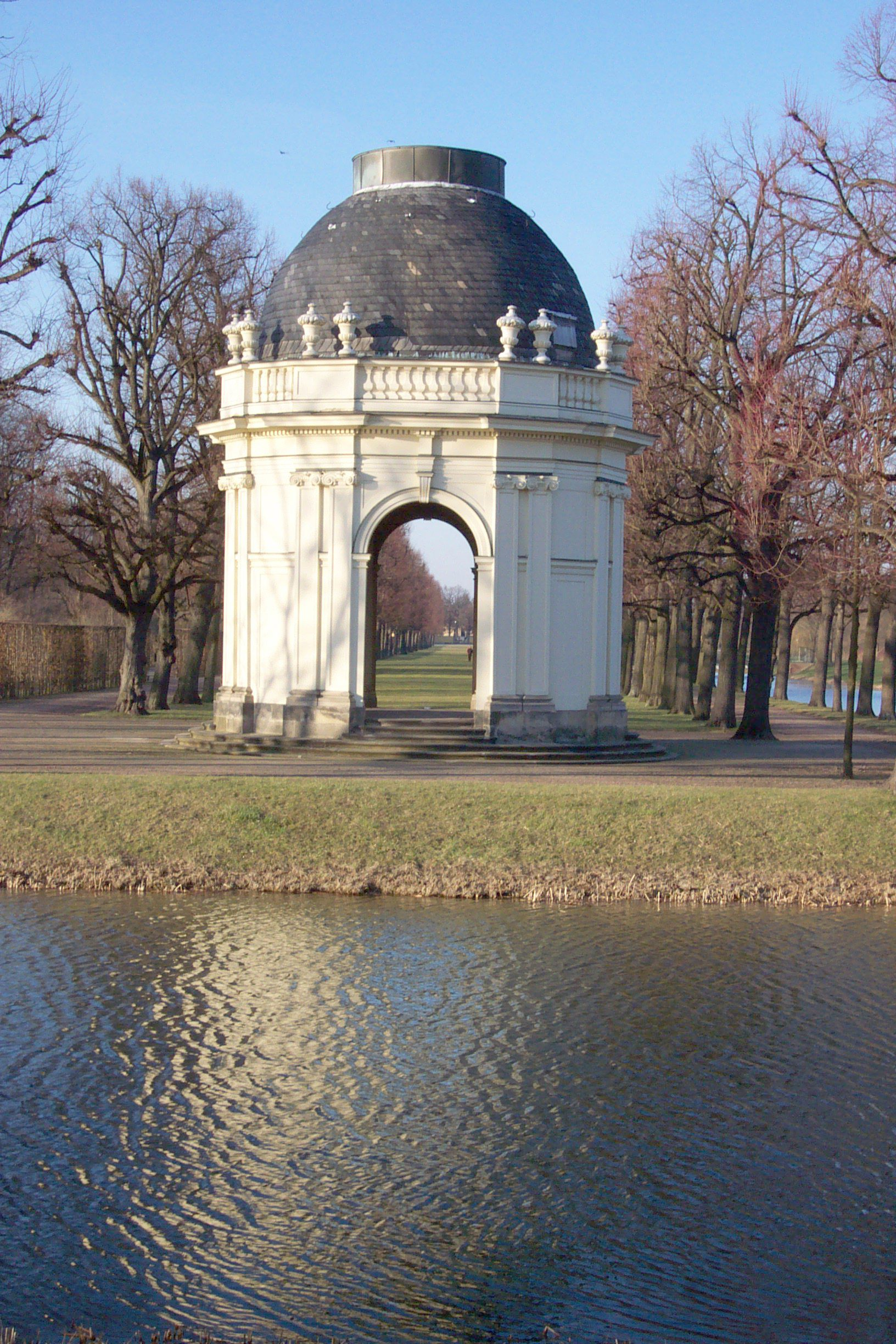
O pavilhão esquinado no canal, obra de Remy de la Fosse.

Logo foram construídos novos edifícios. Entre os anos de 1720 a 1723 os arquitetos tchecos da corte edificaram a Orangerie no nordeste do jardim. Desde 1739 como a casa de paredes entramadas reconhece a Orangerie. Entre 1747 e 1749 foi edificada a vivenda do diretor do jardim von Hardenberg segundo o projeto do arquiteto chefe Heumann, ainda que na realidade não se trate de uma vivenda, há um edifício pequeno de dois pisos que se encontra na parte noroeste do jardim.

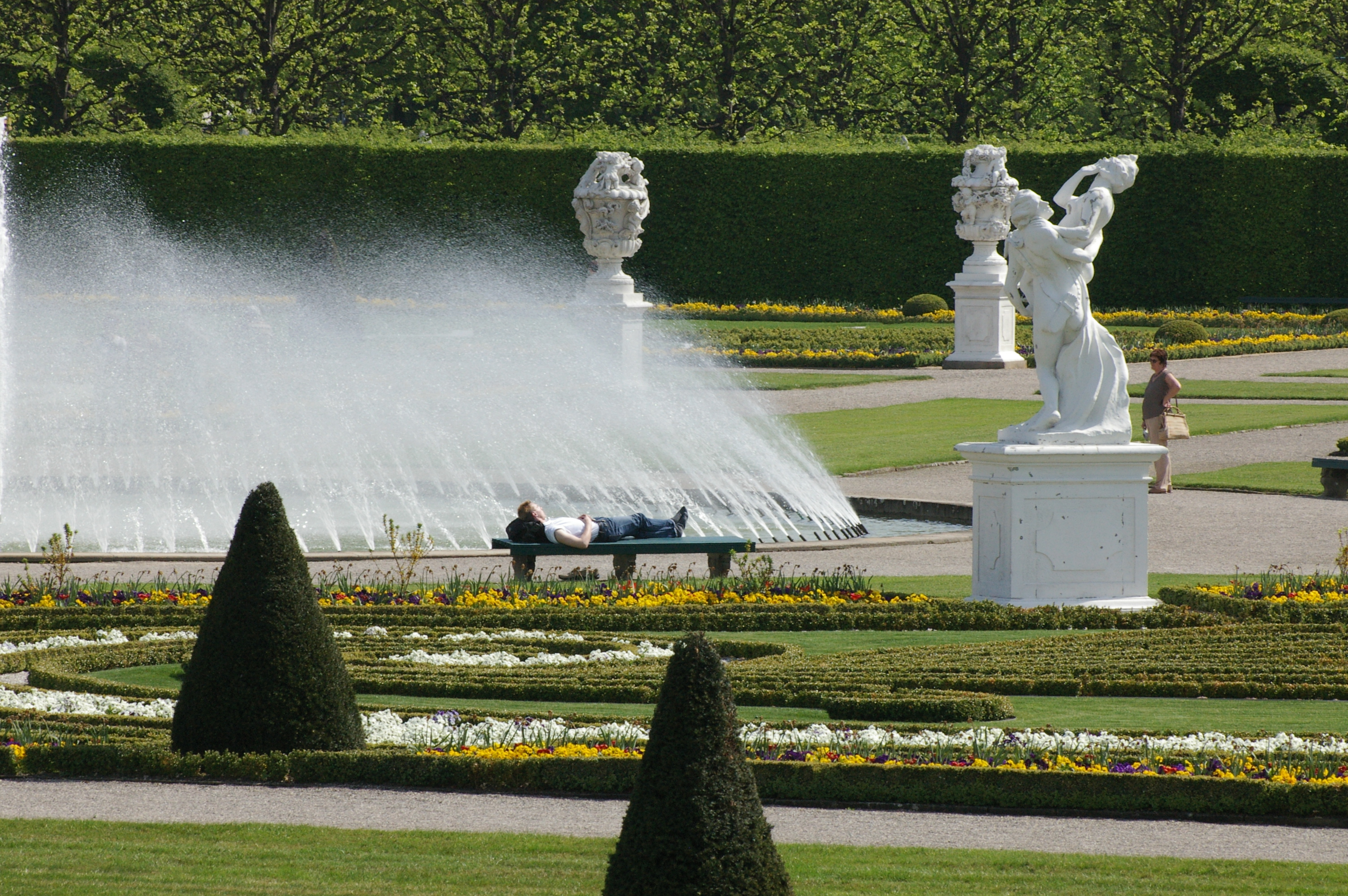
Fonte no Herrenhausen - Großer Garten.

O Große Garten na sua forma atual são os mais conhecidos jardins barrocos da Europa.

## Literatura
- Udo von Alvensleben und Hans Reuther: Herrenhausen. Die Sommerresidenz der Welfen. Hannover: Feesche 1966.
- Die königlichen Gärten. Ruhm und Glanz einer Residenz. Hrsg. von Kurt Morawietz. Hannover: Steinbock-Verlag 1963.
- Eugen Horti: Der Herrenhäuser Garten und seine Statuen. Bedeutung, Symbolik. Bad Münder: Leibniz-Bücherwarte 1985. ISBN 3-925237-00-3
- Eckard Schrader: Der Große Garten zu Herrenhausen, Hannover. Mit einer Einführung von Franz Rudolf Zankl. Hrsg. vom Aktionsausschuss für Herrenhausen e.V. Hannover: Schlüter 1985. ISBN 3-87706-196-6
- Ulrike und Hans Georg Preissel: Hannovers Berggarten. Ein botanischer Garten. Hannover: Schlüter 1993. ISBN 3-87706-376-4
- Friedrich Lindau: Hannover - der höfische Bereich Herrenhausen. Vom Umgang der Stadt mit den Baudenkmalen ihrer feudalen Epoche. Mit einem Vorwort von Wolfgang Schäche. München (u.a.): Deutscher Kunstverlag 2003. ISBN 3-422-06424-9
- Niki de Saint Phalle. The Grotto. Published on the occasion of the opening of the Grotto designed by Niki de Saint Phalle in the Herrenhausen Gardens in Hanover. Ed.: Landeshauptstadt Hannover, Fachbereich Umwelt und Stadtgrün (u.a.). Ostfildern-Ruit: Hatje Cantz 2003. ISBN 3-7757-1276-3
- „Zurück zur Natur“ Idee und Geschichte des Georgengartens in Hannover-Herrenhausen (Hrsg. Wilhelm-Busch-Gesellschaft und Grünflächenamt der Landeshauptstadt Hannover), Göttingen 1997. ISBN 3-89244-250-9 / 3892442509